# Stråbrosking
Stråbrosking (Crinipellis scabella) är en svampart som först beskrevs av Alb. & Schwein., och fick sitt nu gällande namn av William Alphonso Murrill 1915. Enligt Catalogue of Life ingår Stråbrosking i släktet Crinipellis,  och familjen Marasmiaceae, men enligt Dyntaxa är tillhörigheten istället släktet Crinipellis,  och familjen Tricholomataceae. Arten är reproducerande i Sverige. Inga underarter finns listade i Catalogue of Life.